# Seznam vycházejících českých literárních časopisů
Tento seznam obsahuje literární časopisy, které vycházely v Česku v roce 2006.

## Literární časopisy
- A2 – kulturní čtrnáctideník vycházející každou druhou středu[1]
- AK-29 – nepravidelný měsíčník Antikvariátu Kačur[2]
- Akord – katolicky zaměřený měsíčník vycházející od roku 1928, vydávání ukončeno v roce 2011[3]
- Alternativa plus
- Aluze – třikrát ročně
- Analogon – české surrealistické revue vycházející s několikaletou pauzou od roku 1969[4]
- Babylon
- Divoké víno – dvouměsíčník založený v roce 1964, zaměřený zejména na tvorbu současných mladých básníků[5][6]
- hell – původně školní časopis, nyní občasník zaměřený na mladé literáty[7]
- Host – brněnský měsíčník (nevychází však o prázdninách) založený v roce 1921, obsahuje rozhovory, literární reportáže a literární kritiku české i světové literatury[8]
- H_aluze – literárně-kulturní časopis založený roku 2007 v Ústí nad Labem, vychází čtyřikrát do roka[9]
- Ikarie – měsíčník science fiction a fantasy, v roce 2010 začal vycházet pod názvem XB-1
- iLiteratura.cz – denně aktualizovaný internetový časopis
- Intelektuál (časopis) – čtvrtletník
- Listy
- Literární noviny – měsíčník, vydávání bylo ukončeno v roce 2020[10]
- Lípa (čtvrtletník)
- Lógr – čtvrtletník, magazín pro populární kulturu[11]
- Obrys-Kmen
- Opičí revue – literární revue
- Pandora
- Plav – měsíčník pro světovou literaturu, zaměřený zejména na méně populární tvorbu[12]
- Plž
- Protimluv – čtvrtletník vycházející od roku 2002[13]
- Psí víno – digitální kurátorská platforma pro současnou poezii[14]
- Revolver Revue – původně samizdatová revue pod názvem Jednou nohou, nyní čtvrtletník[15]
- Revue Labyrint
- Souvislosti – revue pro literaturu a kulturu[16]
- Světlik
- Texty – čtvrtletník vycházející ve Vsetíně, obsahuje prózu, recenze a rozhovory, vyniká svým atypickým formátem[17]
- Tvar – čtrnáctideník[18], nevychází o prázdninách
- Weles – čtvrtletník zaměřený na autorskou tvorbu

## Odborná literární periodika
- Česká literatura
- Český jazyk a literatura
- Ladění – o dětské literatuře
- Slovo a smysl
- Svět literatury